# 神神の微笑
『神神の微笑』（かみがみのびしょう）は、芥川龍之介の小説。1922年（大正11年）に『新小説』にて発表された。芥川の小説のジャンル「切支丹物」のひとつ。宣教師・オルガンティーノが、記紀神話の神から、「外国から伝来した文化を元に、独自の文化を作り上げる」日本人の特性を学ぶというストーリー。いわば「日本人論」をモチーフにした作品である。

## あらすじ
京都・南蛮寺。夕暮れの庭を歩く宣教師オルガンティーノは、言いようの無い不安に襲われていた。数十年来の布教活動が実り、今や日本国内のキリシタンは万を数えるほどにまで増えた。しかし、この国は岩から草木に至るまで、言いようの無い「霊気」に満ち満ちている。我らが「でうす如来」は、それに打ち勝てようか……。庭先の枝垂れ桜を見るたびに、不安は募るばかりだった。
おののくオルガンティーノは「でうす如来」に夕暮れの祈祷を捧げ、日本の神霊と戦う自身への加護を求める。その瞬間、彼の目前に異様な光景が繰り広げられる。それは、記紀神話「天岩戸」の場面だった。衝撃を受けたオルガンティーノは卒倒し、深夜になってようやく意識を取り戻す。「この国の霊と闘うのは存外難しい」とおののく彼の耳に、どこからか「負けですよ!」という声が聞こえてくる。
翌日、3、4人の侍が入信を求めてきた。新たな信者を得たオルガンティーノは機嫌を直し、天主教の勝利を確信する。そんな彼の前に、奇妙な老人が現れる。首に勾玉をかけた彼の正体は、日本古代の神だった。その神はオルガンティーノに語りかける。
「あなたは天主教を日本に広めようとしていますね。それも悪いことでもないかもしれません。しかしでうすもこの国に来ては、きっと最後には負けてしまいますよ。」
オルガンティーノは反論を試みるがその神は消えてしまった。

## 備考
- 天岩戸の場面で天照大神が登場する場面では、別名の「大日孁貴」（おおひるめのむち）が用いられている。執筆当時の世相では、皇祖神「天照大神」を登場させるのは差し障りがあったためである。
- 作品に登場する日本の神は、このように語る。

「私は先日、西国に上陸したギリシアの船乗りに出会いました。…今では百合若と名乗っているそうです。」
古代ギリシアの詩人・ホメロスが語る叙事詩「オデュッセイア」（英語名・ユリシーズ）が室町時代の日本に伝来して翻案され、「百合若大臣」の物語が生まれた、との説に従ったエピソードだが、この説は現在では否定されている。